# Torneo Argentino A 2013-2014
Il Torneo Argentino A 2013-2014 è stata la 19ª edizione del campionato argentino di calcio di terza divisione, dove giocano le squadre indirettamente affiliate all'AFA. È iniziata il 16 agosto 2013 ed è terminata il 7 giugno 2014.

## Squadre partecipanti

### Zona nord
| Club                  | Città                  | Stadio                          |
| --------------------- | ---------------------- | ------------------------------- |
| Central Córdoba (SdE) | Santiago del Estero    | Stadio Alfredo Terrera          |
| Central Norte (S)     | Salta                  | Stadio Dr. Luis Güemes          |
| Chaco For Ever        | Resistencia            | Stadio Juan Alberto García      |
| Dep. Libertad         | Sunchales              | Stadio Hogar de Los Tigres      |
| Gimnasia (CdU)        | Concepción del Uruguay | Stadio Manuel y Ramón Núñez     |
| Gimnasia (S)          | Salta                  | Stadio El Gigante del Norte     |
| Guaraní A.F.          | Posadas                | Stadio Clemente F. de Oliveira  |
| Juv. Antoniana        | Salta                  | Stadio Padre Ernesto Martearena |
| Juventud Unida        | Gualeguaychú           | Stadio Luis Delfino             |
| San Jorge             | San Miguel de Tucumán  | Stadio Senador Luis Cruz        |
| San Martín (T)        | San Miguel de Tucumán  | Stadio La Ciudadela             |
| Tiro Federal          | Rosario                | Stadio Fortín de Ludueña        |

### Zona sud
| Club                   | Città              | Stadio                             |
| ---------------------- | ------------------ | ---------------------------------- |
| Alvarado               | Mar de Plata       | Stadio José María Minella          |
| CAI                    | Comodoro Rivadavia | Stadio Municipal                   |
| Cipolletti             | Cipolletti         | Stadio La Visera de Cemento        |
| Defensores (VR)        | Villa Ramallo      | Stadio Salomón Boeseldín           |
| Dep. Maipú             | Maipú              | Stadio Higinio Sperdutti           |
| Estudiantes (SL)       | San Luis           | Stadio Héctor Odicino-Pedro Benoza |
| Guillermo Brown        | Puerto Madryn      | Stadio Raul Conti                  |
| Juv. Unida (SL)        | San Luis           | Stadio Mario Diez                  |
| Racing de Olavarría    | Olavarría          | Stadio José Buglione               |
| Rivadavia (L)          | Lincoln            | Stadio El Coliseo                  |
| Santamarina            | Tandil             | Stadio Municipal Gral. San Martín  |
| Unión de Mar del Plata | Mar del Plata      | Stadio José María Minella          |

## Primo turno
Le squadre vengono divise in due zone: Nord e Sud. Tutte si qualificano alla seconda fase ma in due percorsi diversi: le prime quattro di ciascuna zona e la migliore quinta si qualificano nel girone per il titolo, mentre le altre si qualificano per il turno Reválida valida anche per la retrocessione.

### Zona Nord
| Pos | Squadra               | G  | V  | N  | P  | GF | GS | DG  | Pt | Qualificazione                      |
| --- | --------------------- | -- | -- | -- | -- | -- | -- | --- | -- | ----------------------------------- |
| 1   | Tiro Federal          | 22 | 9  | 8  | 5  | 30 | 20 | +10 | 35 | Qualificate al gruppo per il titolo |
| 2   | Guaraní A.F.          | 22 | 10 | 5  | 7  | 19 | 20 | −1  | 35 | Qualificate al gruppo per il titolo |
| 3   | San Martín (T)        | 22 | 8  | 10 | 4  | 21 | 16 | +5  | 34 | Qualificate al gruppo per il titolo |
| 4   | Juventud Unida        | 22 | 10 | 4  | 8  | 22 | 19 | +3  | 34 | Qualificate al gruppo per il titolo |
| 5   | Central Córdoba (SdE) | 22 | 8  | 7  | 7  | 23 | 23 | 0   | 31 | Qualificate al turno Reválida       |
| 6   | San Jorge             | 22 | 9  | 4  | 9  | 22 | 23 | −1  | 31 | Qualificate al turno Reválida       |
| 7   | Juv. Antoniana        | 22 | 7  | 9  | 6  | 21 | 17 | +4  | 30 | Qualificate al turno Reválida       |
| 8   | Dep. Libertad         | 22 | 7  | 9  | 6  | 22 | 19 | +3  | 30 | Qualificate al turno Reválida       |
| 9   | Central Norte (S)     | 22 | 6  | 8  | 8  | 26 | 27 | −1  | 26 | Qualificate al turno Reválida       |
| 10  | Gimnasia (CdU)        | 22 | 7  | 4  | 11 | 25 | 36 | −11 | 25 | Qualificate al turno Reválida       |
| 11  | Gimnasia (S)          | 22 | 5  | 6  | 11 | 26 | 30 | −4  | 21 | Qualificate al turno Reválida       |
| 12  | Chaco For Ever        | 22 | 3  | 12 | 7  | 24 | 31 | −7  | 21 | Qualificate al turno Reválida       |

#### Risultati
|                        | CCO | CNO | CFE | GYE | GYT | GAF | JUA | JUG | LIB | SJT | SMT | TIF |
| ---------------------- | --- | --- | --- | --- | --- | --- | --- | --- | --- | --- | --- | --- |
| Central Córdoba (SdE)  |     | 1–0 | 2–2 | 1–0 | 1–0 | 4–0 | 2–0 | 1–0 | 1–3 | 1–1 | 0–0 | 0–0 |
| Central Norte          | 0–1 |     | 3–3 | 3–0 | 1–0 | 0–0 | 2–0 | 2–0 | 2–1 | 2–0 | 2–2 | 1–1 |
| Chaco For Ever         | 1–0 | 1–1 |     | 4–4 | 2–2 | 0–0 | 0–0 | 1–2 | 0–0 | 1–1 | 0–2 | 1–2 |
| Gimnasia (CdU)         | 1–0 | 2–1 | 1–2 |     | 4–3 | 0–1 | 0–0 | 0–2 | 0–0 | 4–2 | 1–2 | 3–2 |
| Gimnasia y Tiro        | 3–0 | 2–2 | 1–0 | 0–1 |     | 0–0 | 2–3 | 3–1 | 1–2 | 4–2 | 0–1 | 2–1 |
| Guaraní Antonio Franco | 4–1 | 3–1 | 0–0 | 1–0 | 1–0 |     | 1–0 | 0–0 | 1–0 | 2–1 | 0–1 | 0–1 |
| Juventud Antoniana     | 0–0 | 0–0 | 2–2 | 4–1 | 0–0 | 3–0 |     | 2–1 | 0–0 | 2–0 | 1–0 | 2–1 |
| Juventud Unida         | 2–1 | 2–1 | 1–0 | 0–1 | 3–0 | 0–1 | 1–0 |     | 2–1 | 1–0 | 1–2 | 1–0 |
| Dep. Libertad          | 0–1 | 3–1 | 2–0 | 2–0 | 1–1 | 2–0 | 2–2 | 1–1 |     | 1–0 | 1–1 | 0–0 |
| San Jorge              | 3–2 | 1–0 | 0–1 | 2–0 | 2–1 | 2–0 | 1–0 | 0–0 | 2–0 |     | 0–0 | 1–0 |
| San Martín (T)         | 1–1 | 1–1 | 3–1 | 0–0 | 1–0 | 1–3 | 1–0 | 1–1 | 0–0 | 0–1 |     | 1–1 |
| Tiro Federal           | 2–2 | 3–0 | 2–2 | 4–2 | 1–1 | 2–1 | 0–0 | 1–0 | 3–0 | 1–0 | 1–0 |     |

### Zona Sud
| Pos | Squadra                | G  | V  | N | P  | GF | GS | DG  | Pt | Qualificazione                      |
| --- | ---------------------- | -- | -- | - | -- | -- | -- | --- | -- | ----------------------------------- |
| 1   | Santamarina            | 22 | 13 | 6 | 3  | 33 | 21 | +12 | 45 | Qualificate al gruppo per il titolo |
| 2   | Juv. Unida (SL)        | 22 | 11 | 5 | 6  | 35 | 20 | +15 | 38 | Qualificate al gruppo per il titolo |
| 3   | Defensores (VR)        | 22 | 11 | 4 | 7  | 34 | 23 | +11 | 37 | Qualificate al gruppo per il titolo |
| 4   | Guillermo Brown        | 22 | 9  | 6 | 7  | 31 | 24 | +7  | 33 | Qualificate al gruppo per il titolo |
| 5   | CAI                    | 22 | 10 | 3 | 9  | 37 | 33 | +4  | 33 | Qualificate al gruppo per il titolo |
| 6   | Cipolletti             | 22 | 9  | 5 | 8  | 29 | 25 | +4  | 32 | Qualificate al turno Reválida       |
| 7   | Dep. Maipú             | 22 | 7  | 8 | 7  | 24 | 32 | −8  | 29 | Qualificate al turno Reválida       |
| 8   | Unión de Mar del Plata | 22 | 7  | 7 | 8  | 26 | 27 | −1  | 28 | Qualificate al turno Reválida       |
| 9   | Alvarado               | 22 | 6  | 9 | 7  | 13 | 16 | −3  | 27 | Qualificate al turno Reválida       |
| 10  | Estudiantes (SL)       | 22 | 7  | 6 | 9  | 28 | 32 | −4  | 27 | Qualificate al turno Reválida       |
| 11  | Racing de Olavarría    | 22 | 4  | 6 | 12 | 22 | 37 | −15 | 18 | Qualificate al turno Reválida       |
| 12  | Rivadavia (L)          | 22 | 4  | 3 | 15 | 18 | 40 | −22 | 15 | Qualificate al turno Reválida       |

#### Risultati
|                     | ALV | CAI | CIP | DVR | DMA | ESL | GBR | JUU | RAC | RIV | SAN | UNI |
| ------------------- | --- | --- | --- | --- | --- | --- | --- | --- | --- | --- | --- | --- |
| Alvarado            |     | 0–3 | 1–1 | 1–0 | 2–0 | 1–1 | 0–0 | 0–0 | 1–3 | 0–0 | 0–0 | 4–0 |
| CAI                 | 0–1 |     | 2–0 | 2–3 | 1–2 | 5–4 | 0–0 | 0–2 | 2–0 | 3–1 | 2–0 | 1–0 |
| Cipolletti          | 2–0 | 1–2 |     | 1–0 | 5–0 | 2–1 | 2–2 | 2–1 | 0–0 | 3–2 | 2–2 | 0–1 |
| Def. Belgrano (VR)  | 1–0 | 1–0 | 2–0 |     | 2–1 | 0–2 | 1–0 | 0–1 | 5–2 | 3–1 | 2–2 | 2–0 |
| Deportivo Maipú     | 0–0 | 2–1 | 1–2 | 1–0 |     | 2–2 | 2–0 | 1–1 | 3–2 | 1–2 | 0–0 | 2–0 |
| Sp. Estudiantes     | 0–1 | 0–2 | 1–1 | 1–3 | 0–0 |     | 2–1 | 0–1 | 1–0 | 2–0 | 3–1 | 3–2 |
| Guillermo Brown     | 3–0 | 1–1 | 1–0 | 4–2 | 5–1 | 3–0 |     | 2–1 | 3–0 | 2–0 | 2–0 | 0–2 |
| Juv. Unida (U)      | 1–0 | 5–2 | 1–0 | 2–2 | 3–3 | 0–1 | 5–0 |     | 1–0 | 2–0 | 0–1 | 2–0 |
| Racing de Olavarría | 0–0 | 1–2 | 0–1 | 0–0 | 1–0 | 1–1 | 2–0 | 1–4 |     | 2–1 | 1–2 | 2–2 |
| Rivadavia (L)       | 0–1 | 3–2 | 1–2 | 0–4 | 0–1 | 3–1 | 1–0 | 1–1 | 1–2 |     | 0–1 | 1–1 |
| Santamarina         | 1–0 | 2–2 | 2–1 | 1–0 | 3–0 | 1–0 | 2–2 | 2–1 | 4–2 | 2–0 |     | 2–1 |
| Unión de M.d.P.     | 0–0 | 4–2 | 2–1 | 1–1 | 0–0 | 2–2 | 0–0 | 2–0 | 2–0 | 4–0 | 0–2 |     |

## Secondo turno

### Gruppo titolo
In questo gruppo si affrontano le migliori nove squadre del turno precedente. La prima classificata sarà dichiarata campione e promossa in Primera B Nacional mentre le altre affronteranno i play-off promozione: la seconda e la terza accederanno direttamente al secondo turno dei playoff.

| Pos | Squadra         | G | V | N | P | GF | GS | DG  | Pt | Qualificazione                                |
| --- | --------------- | - | - | - | - | -- | -- | --- | -- | --------------------------------------------- |
| 1   | Santamarina     | 8 | 6 | 1 | 1 | 15 | 6  | +9  | 19 | Campione, promossa in Primera B Nacional 2014 |
| 2   | CAI             | 8 | 5 | 2 | 1 | 19 | 9  | +10 | 17 | Qualificate al secondo turno dei play-off     |
| 3   | Guaraní A.F.    | 8 | 4 | 1 | 3 | 15 | 16 | −1  | 13 | Qualificate al secondo turno dei play-off     |
| 4   | Defensores (VR) | 8 | 4 | 0 | 4 | 10 | 15 | −5  | 12 | Qualificate al primo turno dei play-off       |
| 5   | San Martín (T)  | 8 | 3 | 2 | 3 | 14 | 10 | +4  | 11 | Qualificate al primo turno dei play-off       |
| 6   | Guillermo Brown | 8 | 2 | 3 | 3 | 8  | 13 | −5  | 9  | Qualificate al primo turno dei play-off       |
| 7   | Tiro Federal    | 8 | 2 | 2 | 4 | 9  | 12 | −3  | 8  | Qualificate al primo turno dei play-off       |
| 8   | Juv. Unida (SL) | 8 | 2 | 1 | 5 | 11 | 15 | −4  | 7  | Qualificate al primo turno dei play-off       |
| 9   | Juventud Unida  | 8 | 1 | 2 | 5 | 7  | 12 | −5  | 5  | Qualificate al primo turno dei play-off       |

#### Risultati
|                        | CAI | DVR | GAF | GBR | JUG | JUU | SAN | SMT | TIF |
| ---------------------- | --- | --- | --- | --- | --- | --- | --- | --- | --- |
| CAI                    |     |     | 5–1 | 1–1 |     | 3–1 |     |     | 2–0 |
| Def. de Belgrano (VR)  | 1–4 |     | 3–1 |     |     | 2–1 |     |     | 2–0 |
| Guaraní Antonio Franco |     |     |     | 3–0 | 2–0 |     | 2–2 | 3–2 |     |
| Guillermo Brown        |     | 3–0 |     |     | 1–0 |     | 0–4 | 0–0 |     |
| Juventud Unida         | 2–2 | 1–2 |     |     |     |     | 1–3 | 1–2 |     |
| Juv. Unida (U)         |     |     | 1–2 | 4–2 | 0–2 |     |     |     | 2–1 |
| Santamarina            | 2–0 | 1–0 |     |     |     | 1–0 |     | 1–0 |     |
| San Martín (T)         | 1–2 | 4–0 |     |     |     | 2–2 |     |     | 3–1 |
| Tiro Federal           |     |     | 3–1 | 1–1 | 0–0 |     | 3–1 |     |     |

### TurnoReválida
Le quindici squadre rimaste vengono divise in tre gruppi di cinque squadre. Le prime due squadre di ciascun gruppo si qualificano ai play-off.L'ultima classificata nella somma dei punteggi del primo e del secondo turno viene retrocessa nel Torneo Federal B.

#### Zona A
| Pos | Squadra                | G | V | N | P | GF | GS | DG | Pt | Qualificazione                          |
| --- | ---------------------- | - | - | - | - | -- | -- | -- | -- | --------------------------------------- |
| 1   | Cipolletti             | 8 | 4 | 2 | 2 | 7  | 8  | −1 | 14 | Qualificate al primo turno dei play-off |
| 2   | Gimnasia (S)           | 8 | 3 | 3 | 2 | 11 | 7  | +4 | 12 | Qualificate al primo turno dei play-off |
| 3   | Unión de Mar del Plata | 8 | 2 | 4 | 2 | 11 | 9  | +2 | 10 |                                         |
| 4   | Rivadavia (L)          | 8 | 2 | 3 | 3 | 11 | 14 | −3 | 9  |                                         |
| 5   | Dep. Maipú             | 8 | 1 | 4 | 3 | 13 | 15 | −2 | 7  |                                         |

##### Risultati
|                 | CIP | DMA | GYT | RIV | UNI |
| --------------- | --- | --- | --- | --- | --- |
| Cipolletti      |     | 1–1 | 1–0 | 1–1 | 2–1 |
| Deportivo Maipú | 1–0 |     | 2–2 | 4–5 | 1–1 |
| Gimnasia y Tiro | 4–0 | 3–2 |     | 1–0 | 0–0 |
| Rivadavia (L)   | 0–1 | 2–1 | 0–0 |     | 2–2 |
| Unión M.d.P.    | 0–1 | 1–1 | 2–1 | 4–1 |     |

##### Classifica complessiva
| Pos | Squadra                | G  | V  | N  | P  | GF | GS | DG  | Pt | Retrocessione                       |
| --- | ---------------------- | -- | -- | -- | -- | -- | -- | --- | -- | ----------------------------------- |
| 1   | Cipolletti             | 30 | 13 | 7  | 10 | 36 | 33 | +3  | 46 |                                     |
| 2   | Unión de Mar del Plata | 30 | 9  | 11 | 10 | 37 | 36 | +1  | 38 |                                     |
| 3   | Dep. Maipú             | 30 | 8  | 12 | 10 | 37 | 47 | −10 | 36 |                                     |
| 4   | Gimnasia (S)           | 30 | 8  | 9  | 13 | 37 | 37 | 0   | 33 |                                     |
| 5   | Rivadavia (L)          | 30 | 6  | 6  | 18 | 29 | 54 | −25 | 24 | Retrocesso in Torneo Federal B 2014 |

#### Zona B
| Pos | Squadra             | G | V | N | P | GF | GS | DG  | Pt | Qualificazione                          |
| --- | ------------------- | - | - | - | - | -- | -- | --- | -- | --------------------------------------- |
| 1   | Central Córdoba (R) | 8 | 4 | 3 | 1 | 12 | 6  | +6  | 15 | Qualificate al primo turno dei play-off |
| 2   | Dep. Libertad       | 8 | 2 | 6 | 0 | 10 | 6  | +4  | 12 | Qualificate al primo turno dei play-off |
| 3   | Alvarado            | 8 | 3 | 3 | 2 | 11 | 9  | +2  | 12 |                                         |
| 4   | Gimnasia (CdU)      | 8 | 2 | 4 | 2 | 7  | 5  | +2  | 10 |                                         |
| 5   | Racing de Olavarría | 8 | 0 | 2 | 6 | 3  | 17 | −14 | 2  |                                         |

##### Risultati
|                     | ALV | CCO | GYE | LIB | RAC |
| ------------------- | --- | --- | --- | --- | --- |
| Alvarado (MdP)      |     | 2–2 | 1–0 | 1–1 | 2–0 |
| Central Córdoba     | 2–0 |     | 1–0 | 1–1 | 5–1 |
| Gimnasia (CdU)      | 2–2 | 2–0 |     | 0–0 | 2–0 |
| Dep. Libertad       | 2–1 | 0–0 | 1–1 |     | 2–2 |
| Racing de Olavarría | 0–2 | 0–1 | 0–0 | 0–3 |     |

##### Classifica complessiva
| Pos | Squadra             | G  | V  | N  | P  | GF | GS | DG  | Pt | Retrocessione                       |
| --- | ------------------- | -- | -- | -- | -- | -- | -- | --- | -- | ----------------------------------- |
| 1   | Central Córdoba (R) | 30 | 12 | 10 | 8  | 35 | 29 | +6  | 46 |                                     |
| 2   | Dep. Libertad       | 30 | 9  | 15 | 6  | 32 | 25 | +7  | 42 |                                     |
| 3   | Alvarado            | 30 | 9  | 12 | 9  | 24 | 25 | −1  | 39 |                                     |
| 4   | Gimnasia (CdU)      | 30 | 9  | 8  | 13 | 32 | 41 | −9  | 35 |                                     |
| 5   | Racing de Olavarría | 30 | 4  | 8  | 18 | 25 | 54 | −29 | 20 | Retrocessa in Torneo Federal B 2014 |

#### Zona C
| Pos | Squadra           | G | V | N | P | GF | GS | DG | Pt | Qualificazione                          |
| --- | ----------------- | - | - | - | - | -- | -- | -- | -- | --------------------------------------- |
| 1   | Chaco For Ever    | 8 | 6 | 0 | 2 | 13 | 5  | +8 | 18 | Qualificate al primo turno dei play-off |
| 2   | Estudiantes (SL)  | 8 | 3 | 3 | 2 | 8  | 7  | +1 | 12 | Qualificate al primo turno dei play-off |
| 3   | Central Norte (S) | 8 | 3 | 2 | 3 | 8  | 9  | −1 | 11 |                                         |
| 4   | San Jorge         | 8 | 2 | 2 | 4 | 6  | 9  | −3 | 8  |                                         |
| 5   | Juv. Antoniana    | 8 | 2 | 1 | 5 | 7  | 12 | −5 | 7  |                                         |

##### Results
|                    | CNO | CFE | ESL | JUA | SJT |
| ------------------ | --- | --- | --- | --- | --- |
| Central Norte      |     | 1–0 | 1–1 | 0–2 | 2–0 |
| Chaco For Ever     | 2–0 |     | 2–0 | 3–0 | 2–1 |
| Sp. Estudiantes    | 1–2 | 2–0 |     | 3–2 | 0–0 |
| Juventud Antoniana | 0–0 | 1–3 | 0–1 |     | 2–1 |
| San Jorge          | 3–2 | 0–1 | 0–0 | 1–0 |     |

##### Classifica complessiva
| Pos | Squadra           | G  | V  | N  | P  | GF | GS | DG | Pt | Retrocessione                       |
| --- | ----------------- | -- | -- | -- | -- | -- | -- | -- | -- | ----------------------------------- |
| 1   | Chaco For Ever    | 30 | 9  | 12 | 9  | 37 | 36 | +1 | 39 |                                     |
| 2   | San Jorge         | 30 | 11 | 6  | 13 | 28 | 32 | −4 | 39 |                                     |
| 3   | Estudiantes (SL)  | 30 | 10 | 9  | 11 | 36 | 39 | −3 | 39 |                                     |
| 4   | Juv. Antoniana    | 30 | 9  | 10 | 11 | 28 | 29 | −1 | 37 |                                     |
| 5   | Central Norte (S) | 30 | 9  | 10 | 11 | 34 | 36 | −2 | 37 | Retrocessa in Torneo Federal B 2014 |

##### Tiebreaker
| Squadra 1      | Risultato          | Squadra 2         |
| -------------- | ------------------ | ----------------- |
| Juv. Antoniana | 0 - 0 (5-3 d.c.r.) | Central Norte (S) |

## Play-off

### Primo turno
| Squadra 1        | Totale | Squadra 2           | Andata | Ritorno |
| ---------------- | ------ | ------------------- | ------ | ------- |
| Def. de Belgrano | 4 - 5  | Estudiantes (SL)    | 2 - 1  | 2 - 4   |
| San Martín (T)   | 4 - 2  | Dep. Libertad       | 2 - 1  | 2 - 1   |
| Guillermo Brown  | 3 - 3  | Gimnasia (S)        | 1 - 2  | 2 - 1   |
| Tiro Federal     | 3 - 2  | Cipolletti          | 0 - 2  | 3 - 0   |
| Juv. Unida (SL)  | 3 - 0  | Central Córdoba (R) | 2 - 0  | 1 - 0   |
| Juventud Unida   | 5 - 2  | Chaco For Ever      | 1 - 1  | 4 - 1   |

### Secondo turno
| Squadra 1       | Totale | Squadra 2        | Andata | Ritorno |
| --------------- | ------ | ---------------- | ------ | ------- |
| CAI             | 4 - 4  | Estudiantes (SL) | 1 - 2  | 3 - 2   |
| Guaraní A.F.    | 5 - 3  | Juventud Unida   | 1 - 3  | 4 - 0   |
| Guillermo Brown | 1 - 2  | Tiro Federal     | 0 - 1  | 1 - 1   |
| San Martín (T)  | 1 - 2  | Juv. Unida (SL)  | 0 - 1  | 1 - 1   |

### Semifinali
| Squadra 1    | Totale | Squadra 2       | Andata | Ritorno |
| ------------ | ------ | --------------- | ------ | ------- |
| CAI          | 2 - 3  | Juv. Unida (SL) | 1 - 2  | 1 - 1   |
| Guaraní A.F. | 3 - 3  | Tiro Federal    | 2 - 1  | 1 - 2   |

### Finale
| Squadra 1    | Totale | Squadra 2       | Andata | Ritorno |
| ------------ | ------ | --------------- | ------ | ------- |
| Guaraní A.F. | 2 - 2  | Juv. Unida (SL) | 1 - 2  | 1 - 0   |

### Verdetti
- Guaraní A.F. promossa in Primera B Nacional 2014